# 光背真鯊
光背真鲨（學名：Carcharhinus cerdale），為軟骨魚綱板鰓亞綱真鯊目真鲨科的其中一種，被IUCN列為極危保育類動物。分布於東太平洋，從加利福尼亞灣至祕魯海域，深度0至40公尺，本魚體延長成紡錘型，鼻尖，眼大具有瞬膜，上顎牙13-15列、下顎牙12-15列，具五對鰓裂，背鰭2個，第一背鰭起源於胸鰭內緣的中間，第二背鰭起源於肛門基部中部上方，第一、第二背鰭、腹鰭和臀鰭邊緣呈深色或暗色，胸鰭背側通常有暗色或黑色尖端，尾下葉呈暗色或黑色尖端，體長可達140公分，棲息在沿岸底層水域，屬肉食性，胎生，生活習性不明。